# Kose (Kose)
Kose (Duits: Kosch) is een plaats in de Estlandse gemeente Kose, provincie Harjumaa. De plaats heeft de status van groter dorp of ‘vlek’ (Estisch: alevik).

## Bevolking
De plaats had 2097 inwoners op 31 december 2011 en 2229 inwoners op 31 december 2021.

## Ligging
Kose ligt aan de rivier Pirita, die hier sterk meandert.

## Faciliteiten
Kose heeft een middelbare school, het Kose Gümnaasium. Andere onderwijsinstellingen zijn een kunstacademie, een muziekschool en een technische school, de Kose Teeninduskool, die samenwerkt met de Tallinna Lasnamäe mehaanikakool, een technische school in de Tallinnse wijk Uuslinn. De plaats heeft ook een bibliotheek, een zangstadion, een sportstadion en een sanatorium.

## Geschiedenis
Kose werd voor het eerst genoemd in 1241 onder de naam Cosius. De kerk van Kose, gewijd aan Nicolaas van Myra, dateert uit dezelfde tijd. De kerk was oorspronkelijk een weerkerk, maar werd tijdens de Lijflandse Oorlog met de grond gelijk gemaakt. De kerk werd daarna weer opgebouwd. In de jaren 1856-58 werd ze grondig gerestaureerd; in 1873 kreeg ze een nieuwe toren en in 1890 een nieuw orgel. De ontdekkingsreiziger Otto von Kotzebue is begraven op het kerkhof bij de St. Nicolaaskerk.
Op het eind van de 19e eeuw ontwikkelde Kose zich van dorp tot grotere plaats.

## Foto's

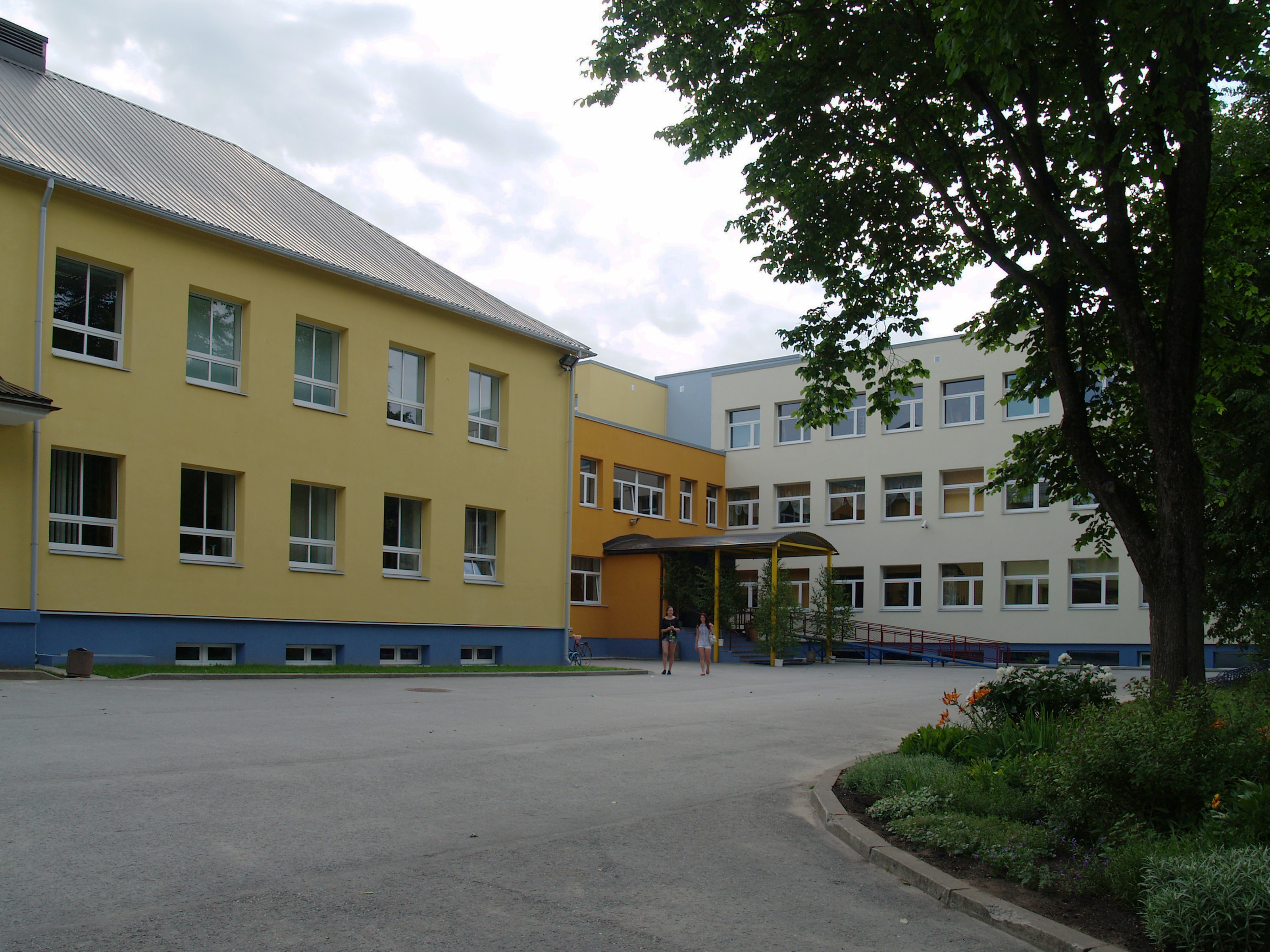
Het Kose Gümnaasium
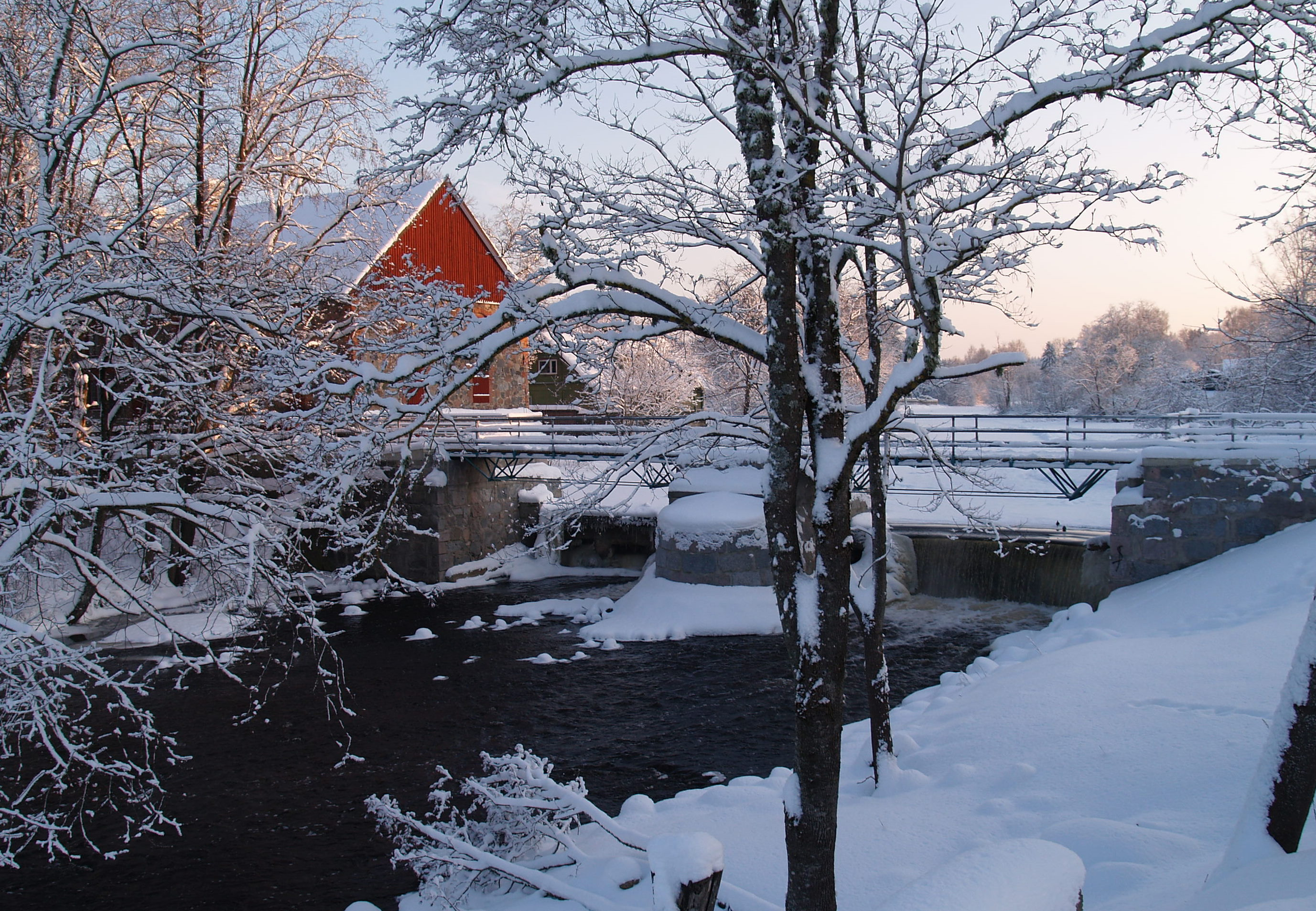
Voetgangersbrug over de Pirita bij Kose
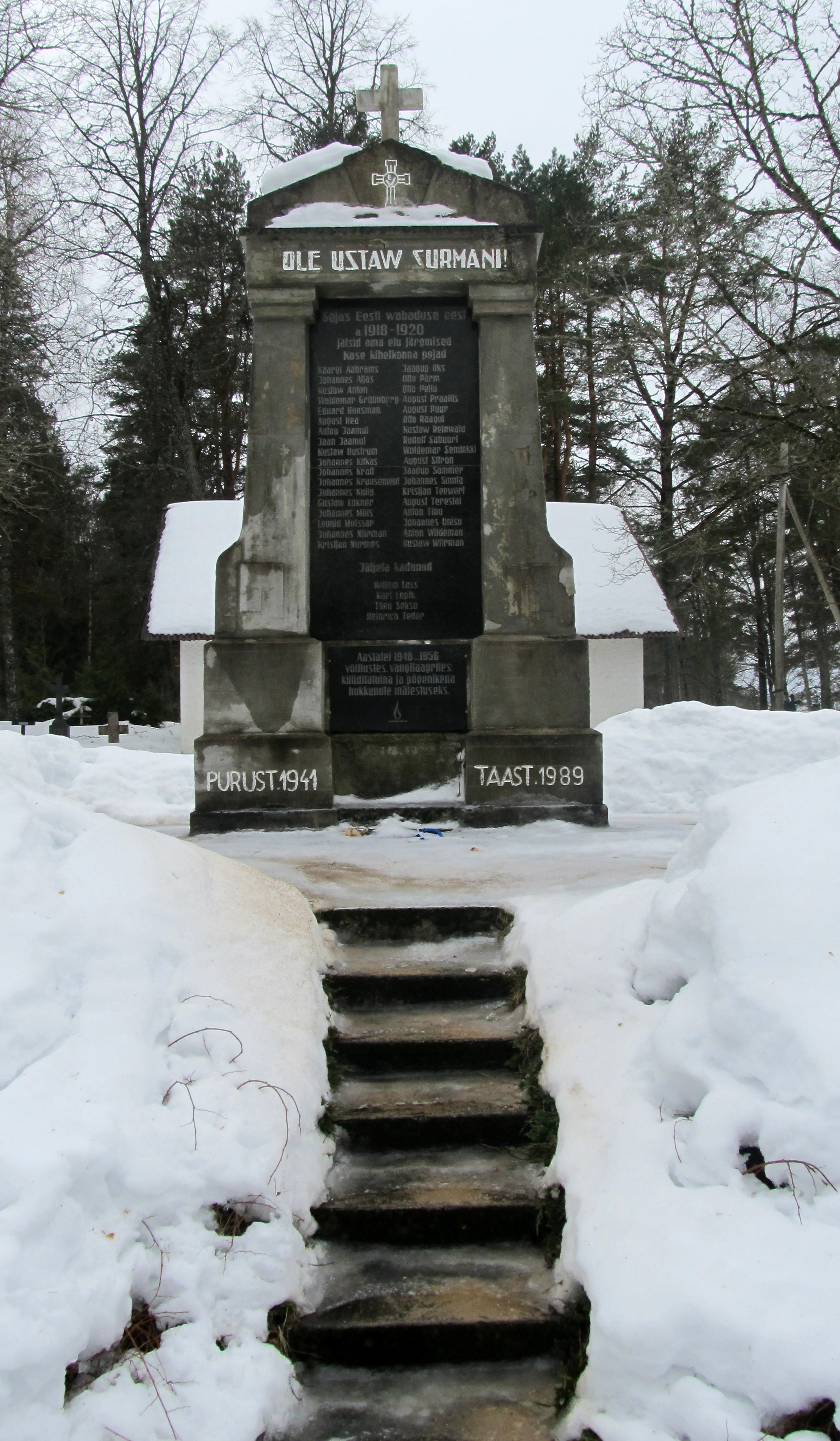
Monument voor de gevallenen in de Estische onafhankelijkheidsoorlog
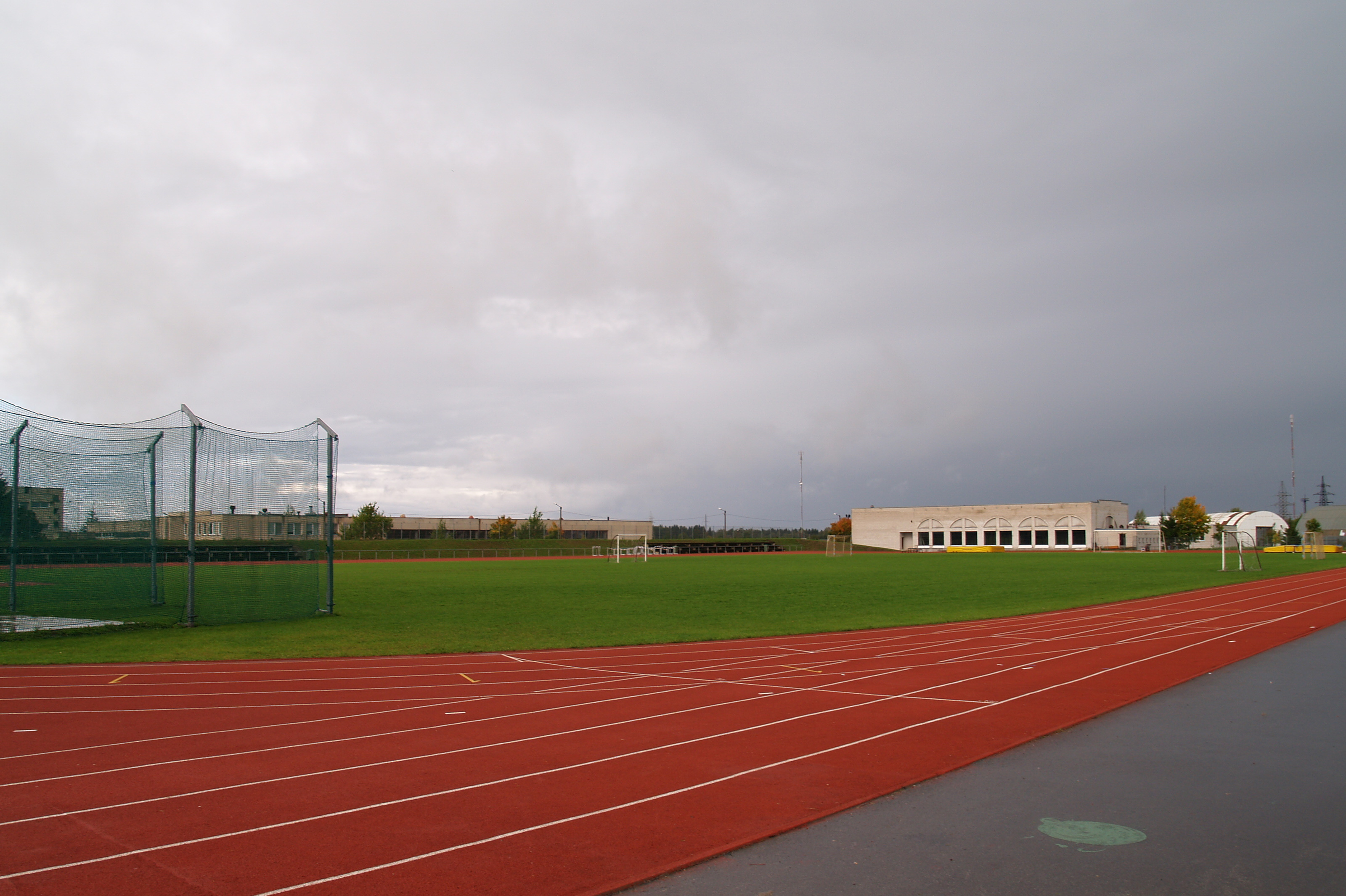
Stadion
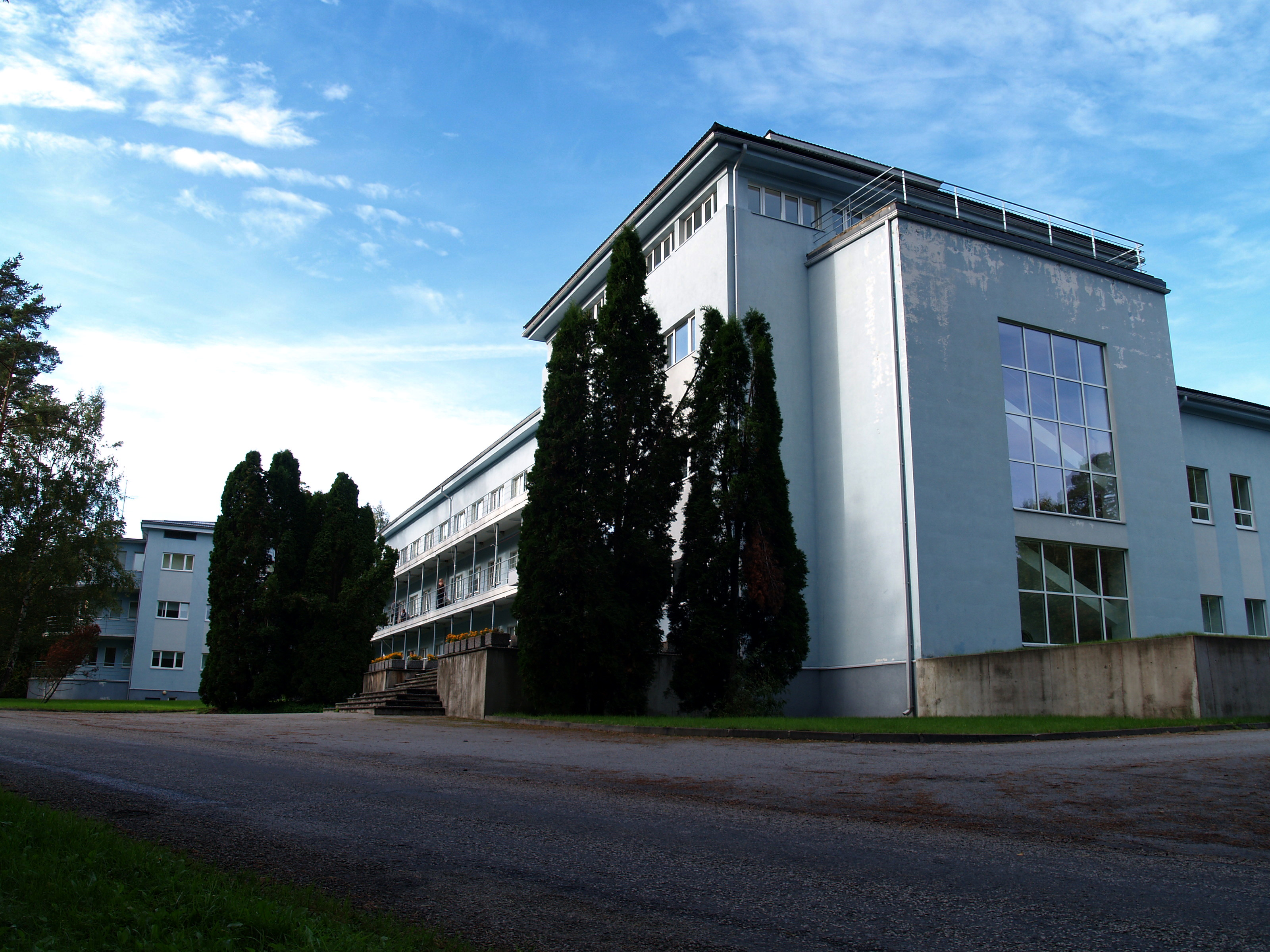
Sanatorium